# Mirpur Khas
Mirpur Khas (oft auch zusammengeschrieben: Mirpurkhas, Urdu/Sindhi: میرپور خاص) ist mit 233.916 Einwohnern (2017) die achtgrößte Stadt in der Provinz Sindh, Pakistan. Die Stadt ist berühmt wegen der über 200 verschiedenen Arten von Mangos, die hier wachsen.

## Lage
Die Stadt liegt am Let Wah Canal. Sie ist durch die Eisenbahn mit Hyderabad verbunden und per Hauptstraße mit Umarkot. Weitere in der Nähe liegende Orte sind Karatschi und Hyderabad sowie die Wüste Thar.
Mirpur Khas liegt nicht weit von Indien und war auch eine der ersten Städte, die nach dem Entstehen des Landes Pakistan Flüchtlinge aufnahm. Die indische Grenze liegt 170 Kilometer entfernt.
Die Stadt hat zahlreiche Einkaufszentren und Basare, zu denen das Baldia Shopping Center, der Shahi Bazaar und Khisakpura gehören.